# Jurkiszki
Jurkiszki (deutsch Jörkischken, 1938 bis 1945 Jarkental) ist ein kleiner Ort in der polnischen Woiwodschaft Ermland-Masuren, der zur Stadt- und Landgemeinde Gołdap (Goldap) im Powiat Gołdapski (Kreis Gołdap) gehört.

## Geographische Lage
Jurkiszki liegt am Südwestrand der Rominter Heide (Puszcza Romincka), vier Kilometer südlich der Staatsgrenze zwischen Polen und Russland. Durch den Ort fließt die Jarka (Jarke), wie hier noch der Oberlauf des Flüsschens Gołdapa genannt wird, bevor er in den nahegelegenen Gołdap (Goldaper See) einfließt.

## Geschichte
Der kleine Ort, der vor 1945 aus dem Dorf und einer Försterei bestand, wurde vor 1539 als Gerkyscken gegründet und hieß in den Folgejahren Gerkischken (1540), Gerkischkehmen (vor 1542), Jorckischcken (vor 1753) und Jörckischken (nach 1780). 
Von 1874 bis 1945 war der Ort in den Amtsbezirk Gehlweiden eingegliedert, der zum Kreis Goldap im Regierungsbezirk Gumbinnen der preußischen Provinz Ostpreußen gehörte.
Im Jahre 1910 waren in Jörklischken 315 Einwohner gemeldet. Ihre Zahl stieg bis 1933 auf 327 und belief sich 1939 auf 335.
Am 3. Juni 1938 erhielt Jörkischken im Zuge der nationalsozialistischen Umbenennungsaktion den Namen „Jarkental“ – in Bezug zu seiner Lage am Flüsschen Jarke.
In Kriegsfolge kam der Ort 1945 mit dem südlichen Ostpreußen zu Polen und heißt seither „Jurkiszki“. Er gehört zum Verbund der Gmina Gołdap im Powiat Gołdapski und gehörte vor 1998 zur Woiwodschaft Suwałki und seitdem zur Woiwodschaft Ermland-Masuren.

## Religionen
Vor 1945 war die Mehrheit der Bevölkerung Jörkischkens evangelischer Konfession und in das Kirchspiel der Alten Kirche in Goldap eingepfarrt. Somit gehörte sie zum Kirchenkreis Goldap in der Kirchenprovinz Ostpreußen der Kirche der Altpreußischen Union. Auch die Katholiken hatten ihre Pfarrkirche in Goldap, die zum Bistum Ermland gehörte.
Auch heute besteht der kirchliche Bezug der mehrheitlich nun katholischen Einwohnerschaft Jurkiszkis zu Gołdap, nunmehr im Dekanat Gołdap des Bistums Ełk (Lyck) der Katholischen Kirche in Polen. Die evangelischen Kirchenglieder gehören auch heute noch zur Kirchengemeinde in Gołdap, die nun jedoch eine Filialgemeinde der Pfarrei Suwałki in der Diözese Masuren der Evangelisch-Augsburgischen Kirche in Polen ist.

## Verkehr
Jurkiszki liegt verkehrsgünstig an der Woiwodschaftsstraße DW 651, die die beiden Woiwodschaften Ermland-Masuren und Podlachien miteinander verbindet. Bis zur Kreisstadt Gołdap sind es lediglich vier Kilometer. Eine Nebenstraße verbindet das kleine Dorf Szyliny (Schillinnen) und die Rominter Heide mit Jurkiszki.
Die nächste Bahnstation war Botkuny (Buttkuhnen, 1938 bis 1945 Bodenhausen), ein kleiner Ort, der an zwei Bahnstrecken lag. Bis 1945 war die auch „Kaiserbahn“ genannte Bahnlinie Goldap–Szittkehmen in Betrieb, und erst 1993 stellte die Bahnstrecke Ełk–Tschernjachowsk (Lyck–Insterburg) den Betrieb ein. Mehrfache „Wiederbelebungsversuche“ schlugen fehl. So besteht für Jurkiszki heute keine Bahnanbindung mehr.